# Дальгона-кофе
Дальгона-кофе (также известный, как карантинный напиток; карантинный кофе) — кофейный напиток, изготавливаемый путем взбивания равных частей порошка растворимого кофе, сахара и горячей воды до кремообразного состояния с последующим добавлением его в холодное или горячее молоко. Иногда напиток украшают кофейным порошком, какао, крошенным печеньем или мёдом. Напиток получил популярность в социальных сетях во время пандемии COVID-19, когда люди, находясь на карантине, начали снимать видео о приготовлении взбитого кофе в домашних условиях без использования миксеров. Название происходит от корейского слова дальгона (кор. 달고나), обозначающего вид конфет из сахара, из-за сходства во вкусе и внешнем виде, хотя в большинстве случаев этот напиток не содержит дальгону.
Дальгона-кофе можно приготовить только из растворимого кофе, т.к. в отличие от молотых кофейных зёрен, растворимый кофе создает плотную и пенистую смесь по причинам во многом связанным с процессом приготовления кофейных гранул.

## История
Тренд делиться рецептами и фотографиями кофе, сделанного вручную, впервые появился во время карантина из-за COVID-19 в Южной Корее, и по этой причине его окрестили «карантинным напитком» или «карантинным кофе». Появления названия приписывается южнокорейскому актёру Чон Иру, который заказал взбитый кофе в закусочной в Макао во время своего выступления на шоу KBS2. Он сравнил вкус со вкусом дальгоны.
Изначально варианты дальгона-кофе, сделанного в домашних условия, начали распространяться на южнокорейских каналах YouTube под хэштегом #dalgonacoffeechallenge, а затем стали вирусными в TikTok. Всплеск интереса в период карантина был объяснен успокаивающими, похожими на АСМР эффектами от просмотра роликов в стиле DIY. Хотя напиток был популяризирован как домашняя версия взбитого кофе, он есть в меню многих кафе в Южной Корее и США.
Напиток вдохновлен индийским кофейным напитком, называющимся phenti hui. Единственное отличие состоит в том, что при приготовлении phenti hui молоко наливается поверх взбитой смеси, а не ложкой на взбитую смесь.